# لورانس أ. هايلاند
لورانس أ. هايلاند (بالإنجليزية: Lawrence A. Hyland)‏ هو مهندس أمريكي، ولد في 26 أغسطس 1897 في نوفا سكوشا في كندا، وتوفي في 24 نوفمبر 1989 في لوس أنجلوس في الولايات المتحدة.